# Trest smrti v Německu

Oznámení od rozsudcích smrti, Krakov, 17. dubna 1944

Trest smrti v Německu byl zrušen za všechny zločiny a je výslovně zakázán ústavou. V Západním Německu byl zrušen roku 1949. V Sársku byl zrušen v roce 1956 poté, co se Sársko připojilo k Západnímu Německu. Ve východním Německu byl trest smrti zrušen v roce 1987. Poslední poprava na území Německa byla vykonána v roce 1981, kdy byl ve východním Německu ve věznici v Lipsku zastřelen Werner Teske.

## Právní postavení trestu smrt
Ústava Německa (německy Grundgesetz für die Bundesrepublik Deutschland), která vstoupila v platnost 23. května 1949, zakazuje trest smrti. Tento zákaz je uveden v článku 102 GG.
Mezi ústavními právníky se vede diskuze, zda článek 102 GG v kombinaci s článkem 2 oddílem 2 GG, ve kterém se uvádí, že každý člověk má právo na život a fyzickou integritu, zakazuje jakékoliv cílené zabíjení ze strany státu (např. v souvislosti s řešením případu s rukojmími).
Diskutovalo se také o tom, zda by tento článek mohl být právně zrušen dvoutřetinovou většinou Bundestagu a Bundesratu. Oddíl 3 článku 79 GG výslovně zakazuje pouze změny článku 1 a 20, což naznačuje, že článek 102 lze v zásadě právně změnit nebo zrušit dle článku 79. Někteří právní vědci však tvrdili, že zákaz trestu smrti nutně vyplývá z článku 2 GG a článek 102 GG pouze staví tento zákaz trestu smrti mimo pochybnost. Rovněž existovalo tvrzení, že článek 102 podle svého systematického místa nezaručuje základní právo, ale znamená pouze soudní omezení. Spolkový soudní dvůr v roce 1995 tvrdil, že "obavy" související s obecnou povahou trestu smrti "naznačují", že trest smrti by měl být skutečně považován za nepřípustný již v důsledku záruky lidské důstojnosti v článku 1 GG.
Trestní zákoník byl novelizován v roce 1951, aby byl v souladu se zrušením trestu smrti. Předchozí rozsudky smrti byly nahrazeny trestem odnětí svobody na doživotí. Vzhledem k tomu, že ústava vyžaduje, aby vězni měli možnost znovu získat svobodu jinými prostředky než pouze mimozákonnou milostí, jsou vězni pravidelně po 15 letech posuzováni pro možnost podmínečného propuštění. Od zavedení tohoto ustanovení mohou soudy v extrémních případech prohlásit zvláštní závažnost viny, která je míněna i popularizována jako "život bez podmínečného propuštění".

## Historie

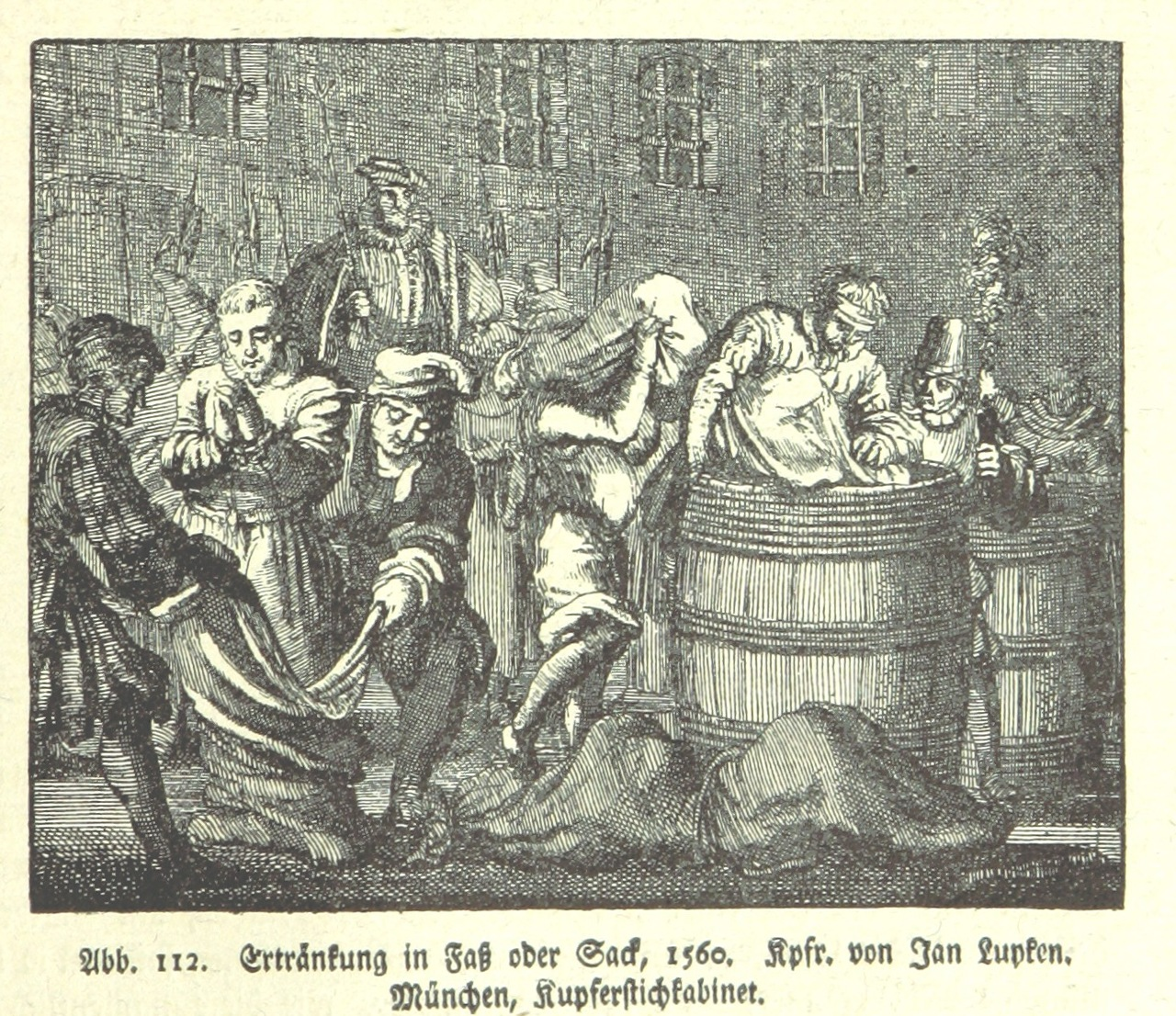
Utopení v sudu nebo pytli, německá mědirytina, 1560

### Svatá říše římská
Ve Svaté říši římské byla nejvyšší spravedlnost původně vyhrazena králi. Od 13. století přecházela tato moc spolu s jejich lény na královské vazaly. První kodifikací trestu smrti byl Halsgerichtsordnung schválený králem Maxmiliánem I. v roce 1499. V roce 1507 následovala Constitutio Criminalis Bambergensis. Oba tyto zákoníky tvořily základ pro Constitutio criminalis Carolina, který byl přijat v roce 1532 za vlády Karla V. V habsburské monarchii byly všechny regionální zákoníky nahrazeny v roce 1786 Constitutio criminalis Theresiana.

### Období 1849–1933

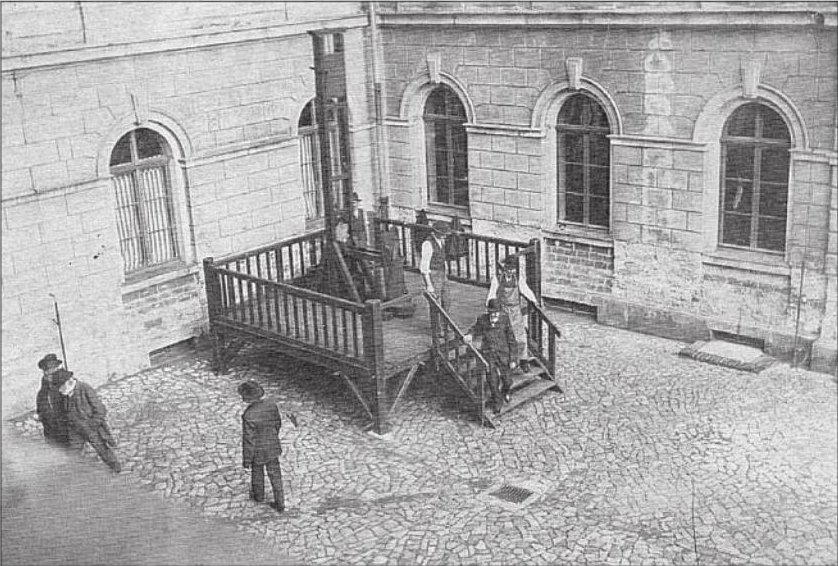
Příprava popravy Grete Beier, 1908

Pokud by německá ústava přijatá frankfurtským parlamentem v roce 1849 vstoupila v platnost, byl by trest smrti zrušen ve většině případů, protože čl. III § 139 uváděl: "Trest smrti, pokud není předepsán stanným právem nebo povoleným mořským právem v případech vzpoury... je zrušen (německy Die Todesstrafe, ausgenommen wo das Kriegsrecht sie vorschreibt, oder das Seerecht im Fall von Meutereien sie zuläßt, ist abgeschafft). Tato část je však v ústavě pro Erfurtskou unii z let 1849/1850 vypuštěna.
Historik Christopher Clark poznamenal, že trest smrti nebyl v Prusku příliš rozšířený. Ve své práci porovnával počet poprav v Prusku s počtem poprav v Anglii a Walesu v první polovině 19. století. Každoročně Anglie s Walesem popravily přibližně šestnáctkrát více lidí než Prusko, přestože počet obyvatel byl v obou případech přibližně totožný. Zatímco v Prusku byl trest smrti obvykle uplatňován pouze v případech vraždy, Angličané popravovali i za krádeže, někdy i v méně závažných případech, a to podle tzv. Krvavého zákoníku.
Se sjednocením Německa v roce 1871 do Německé říše a zavedením národního Strafgesetsbuch se uvažovalo o zrušení trestu smrti, ale ten nakonec zůstal zachován. Různé státy vynášely rozsudky trestu smrti za některé formy vlastizrady a za vraždu. Vražda byla definována jako zabití s rozmyslem.
Podle vojenského práva byly v době války mezi hrdelní zločiny přidány i velezrada, neoprávněná kapitulace, dezerce z bojiště v případě recidivy, pokud i předchozí dezerce byl útěk z bojiště, zbabělost pokud naváděla spolubojovníky k útěku, výslovné neuposlechnutí rozkazu slovem nebo skutkem tváří v tvář nepříteli, pobuřování tváří v tvář nepříteli nebo obecně na bojišti. Během existence Německého císařství byly legálními metodami popravy stětí sekerou a v některých státech bylo legální i použití gilotiny v případě civilních zločinů a zastřelení popravčí četou pro vojenské zločiny.
Podle Manfreda Messerschmidta "od roku 1907 do roku 1932, tedy včetně první světové války, bylo v Německu vyneseno 1547 rozsudků smrti, z nichž bylo vykonáno 393. Výmarská republika po vážných debatách zachovala trest smrti za vraždu a několik vrahů bylo skutečně sťato gilotinou, včetně vrahů dětí Petera Kürtena a Fritze Haarmanna. K popravám však docházelo zřídka.

### Nacistické Německo

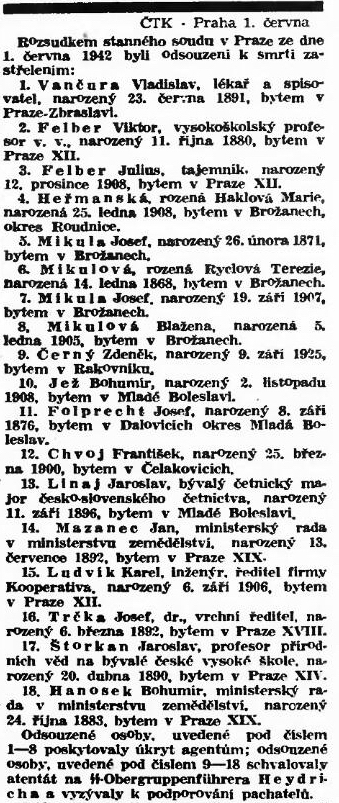
Oznámení o trestu smrti mj. i pro Vladislava Vančuru

Přední nacistický právník Hans Frank se na shromáždění NSDAP v roce 1934 chlubil "bezohledným vykonáváním trestu smrti" jakožto zvláštní akvizicí nacistického režimu. V tomto období bylo vyneseno téměř 40 tisíc rozsudků smrti. Tyto rozsudky vynášely především lidové soudy, a také Říšský vojenský tribunál.
Popravy se nejčastěji prováděly pomocí gilotiny, která byla v roce 1936 uzákoněna jako oficiální prostředek civilního výkonu trestu smrti. Od roku 1942 bylo používáno i oběšení na krátké oprátce, které je spojeno především s represemi po spiknutí 20. července. Popravčí čety byly vyhrazeny pro vojenské zločiny.
Definice vraždy byla změněna a v praxi rozšířena i na skutky, které do té doby byly trestány pouze doživotním vězením. Mezi trestnými činy, které byly trestány smrtí, patřily deklarovaná zrada, žhářství, napomáhání k vlastizradě, prozrazení tajemství, obstarání tajemství kvůli jeho prozrazení, zákeřné publikování nebo rétorika, neodsouzení hrdelního zločinu, zničení prostředků pro vojenské použití, sabotáž, únos. Dále mezi ně patřila příprava smrti státního úředníka z politických důvodů nebo z důvodu výkonu jeho služby, nastražení pasti při loupežném přepadení auta, špionáž, partyzánská činnost, dezerce, podvracení vojenské síly (v tomto případě, s výjimkou menších provinění, byl trest smrti povinný), rabování (v tomto případě byl při shledání viny trest smrti povinný bez ohledu na vzniklou škodu), žhářství poškozující obranyschopnost lidu či jiný vážný zločin spáchaný během vyhlášeného stavu nebezpečí během náletů. Smrtí se trestalo i zneužití válečného stavu k páchání zločinu či poslech vysílání zahraničních rozhlasových stanic.
Mnoho z těchto trestných činů mělo širokou škálu možného výkladu. Zločiny jako velezrada, "sabotáž" (Kriegsverrat), což byla jakákoliv akce podbízení se nepříteli, či podvracení vojenské síly se mohlo vztahovat i na každého odpůrce války ve jménu vlastního svědomí.
Kromě zločinů prohlášených zákonem nebo vyhláškou za hrdelní, mohl být popraven i "nebezpečný notorický zločinec" nebo člověk odsouzený za znásilnění, pokud to "vyžadovala ochrana lidu nebo potřeba spravedlivého odčinění spáchaného zločinu". Soudům (nebo čemukoliv, co fungovalo místo řádných soudů) bylo někdy oficiálně udělováno právo k vynášení rozsudků smrti, i když to zákon přímo nestanovoval, a někdy tak činily pouze na základě vlastního uvážení. Podle slov Adolfa Hitlera, byl člověk po deseti letech tvrdého žaláře pro běžný život ztracen, a dle jeho slov bylo jediné řešení jej poslat do koncentračního tábora nebo ho zabít. Druhou možnost viděl jako důležitější, působící jako odstrašující případ.
V letech 1933 až 1945 soudy Wehrmachtu vynesly minimálně 25 tisíc rozsudků smrti, z nichž bylo vykonáno 18 až 20 tisíc. Podle oficiálních statistik ostatní soudy vynesly celkem 16 560 nejvyšších rozsudků, z nichž bylo vykonáno přibližně 12 tisíc. Navíc byly zabity tisíce lidí bez soudu. V boji proti partyzánům bylo údajně zabito na 345 tisíc osob, z nichž skutečných partyzánů bylo méně než deset procent. Heinrich Himmler navíc umožňoval příslušníkům Waffen-SS v případě jejich odsouzení za hrdelní zločiny spáchat sebevraždu, čímž i nadále měla pozůstalá rodina nárok na penzi.
Kromě použití trestu smrti v právním kontextu, byla smrt trvalým rysem systému koncentračních táborů a širší působnosti policejního státu, a to zejména Gestapa. V koncentračních táborech mohli velitelé již v roce 1933 odsuzovat vězně za "neposlušnost" k trestu smrti, aniž by museli poskytovat jakékoliv dodatečné odůvodnění svého rozhodnutí.
V roce 2005 napsal novinář Charles Lane, že podle mínění mnoha Němců, se Západní Německo důkladně poučilo z nacistické éry, přičemž jako příklad uvedl zrušení trestu smrti. Ovšem podle něho byl skutečným důvodem, proč se Západní Německo vzdalo trestu smrti, ochrana nacistických válečných zločinců. Mnoho členů západoněmeckého parlamentu bylo šokováno, když Hans-Christoph Seebohm, vůdce krajně pravicové Německé strany, předložil návrh na zrušení trestu smrti.
Ve svém projevu Seebohm přirovnal popravy během nacistického režimu k popravám válečných zločinců vykonaným po roce 1945. Zabránění odsouzení nacistických válečných zločinců k smrti mělo přilákat více voličů. Sociálnědemokratická strana Německa (SPD) i Křesťanskodemokratická unie (CDU) původně návrh odmítly, protože téměř 80 procent západoněmecké veřejnosti trest smrti podporovalo. Navíc většina členů CDU podporovala trest smrti i pro běžné vrahy.
Jakmile Západní Německo zrušilo trest smrti, začala západoněmecká vláda s odkazem na nový zákon lobovat za milost pro všechny nacistické válečné zločince, kteří v té době podle spojeneckého vojenského zákona čekali v cele smrti. Lane poznamenal, že ještě v 60. letech 20. století podle průzkumů 71 % západoněmecké společnosti podporovala znovuzavedení trestu smrti, o což se CDU i neúspěšně pokusila.

### Situace po druhé světové válce
Po druhé světové válce byly v Západním Německu vykonány stovky poprav. Většina z nich byla vykonána spojeneckými okupačními úřady, nikoliv úřady německými. Posledním popraveným za civilní zločiny v západních zónách byl Richard Schuh, popravený 18. února 1949 za vraždu a loupež. V západním Berlíně byl jako poslední popraven Berthold Wehmeyer, který byl popraven 12. května 1949 za vraždu, znásilnění a loupež. Navzdory protestům nově založené Federální republiky pokračovaly západní spojenecké mocnosti po určitou dobu v uplatňování trestu smrti v rámci své samostatné jurisdikce. Posledních sedm mužů odsouzených za válečné zločiny, bylo popraveno americkou armádou ve věznici Landsberg dne 7. června 1951. Až do roku 1990 zůstaly v západním Berlíně některé "akce proti zájmům spojeneckých okupačních mocností" hrdelními zločiny. Na základě těchto ustanovení však nebyla vykonána žádná poprava.

#### Německá demokratická republika
Německá demokratická republika zrušila trest smrti v roce 1987. Jako poslední byla pravděpodobně vykonána poprava Wernera Teskeho, který byl v roce 1981 zastřelen za velezradu. Po roce 1970 byl trest smrti udílen vzácně a používal se téměř výhradně pro špionáž a příležitostně pro nacistické válečné zločince. Posledním popraveným civilistou byl Erwin Hagedorn, který byl v roce 1972 zastřelen za sexuálně motivovanou vraždu tří chlapců. Do té doby východoněmecké soudy vynesly trest smrti v 227 případech, z nichž bylo vykonáno 166 poprav. Z toho bylo 52 trestů smrti za předpokládané politické zločiny (špionáž, sabotáž atd.), 64 za zločiny během existence nacistického Německa a 44 za běžnou kriminalitu (většinou vraždy za přitěžujících okolností). Většina těchto poprav se odehrála v 50. letech 20. století, tři proběhly v 70. letech 20. století a dvě v 80. letech 20. století. Gilotina (zvaná Fallschwertmaschine tedy "stroj padajícího meče") byla naposledy použita v roce 1967 při popravě Güntera Herzfelda, odsouzeného za sexuálně motivovanou vraždu. Gilotina byla nahrazena popravou zastřelením, a to neočekávanou ránou zblízka do týlu.
Odsouzeným do dne jejich popravy nebylo sděleno, že jim byla odepřena milost. Brzy ráno byli převezeni do věznice v Lipsku a poté přivedeni do kanceláře. Tam úředník přečetl odsouzenému dvě věty: "Žádost o milost byla zamítnuta. Vaše poprava se nezadržitelně blíží." Odsouzený byl následně odveden do komory smrti a bez upozornění náhle zastřelen jiným důstojníkem, stojícím za ním.